# Język jasyjski
Język jasyjski – wymarły język węgierskich Jasów, wywodzący się z alańskiej podgrupy języków zachodnioscytyjskich. W anglojęzycznej literaturze przedmiotu często nazywany dialektem języka osetyjskiego.
Znany jedynie z dokumentu z 1422 roku odnalezionego w Państwowej Bibliotece Széchényiego w latach pięćdziesiątych XX wieku. Pod koniec XVII wieku język ten został wśród Jasów kompletnie wyparty przez język węgierski.

## Jasyjski glosariusz
Bazując na transkrypcji Antona Fekete-Nagyego, Németh Gyula odczytał zapis dokumentu w ten sposób:
| 1. da ban horz nahechsa Sose [z?] 2. panis carnis brodiu(m) 3. khevef fit baza zana wi[u]um 4. Jayca (v? w? m?) она karcen [?] pises [o?] 5. dan aqtia manaona furme(n)tum 6. Zabar auena huwaz fenu(m) 7. Karbach arpa huvar kovu (?)les 8. casa (fo fej tc) cocta Orae boza tabak 9. scutela Chugan olla odok colftjar 10. Gist fomagium Charif 11. vay karak pulltis 12. Caz auca kuraynu molen??? 13. lapi(de)s Bah ecus acha fuv 14. Gal Bos fvs oves 15. Ere fo[a?]ca(n) khvnge ad (ev?)f suporc(us) 16. saca capar vas bidellu(m) 17. docega vacca Gu(?)za doctillu[?i?]s 18. Bucha pacta. |

## Związek z językiem osetyjskim
Większość słów jasyjskiego wykazuje duże podobieństwo do języka osetyjskiego, a szczególnie do bardziej archaicznego dialektu digor:
| jasyjski | osetyjski (iron) | osetyjski (digor) | węgierski  | polski       |
| -------- | ---------------- | ----------------- | ---------- | ------------ |
| Ban      | bon              | bon               | nap        | dzień        |
| Baza     | bas              | basæ              | leves      | zupa         |
| Ваh      | bæх              | bæx               | ló         | koń, bachmat |
| Carif    | carv             | carv              | vaj        | masło        |
| Cugan    | cængæt           | cigon (cigojnæ)   | fazék      | garnek       |
| Dan      | don              | don               | víz        | woda         |
| Da       | dæ               | dæ                | tied       | twój         |
| Dicega   | ducgæ            | docgæ (ghog)      | tehén      | krowa        |
| Fit      | fyd              | fid               | hús        | mięso        |
| Fus      | fys              | fus               | juh        | owca         |
| Gal      | gal              | gal               | ökör       | byk          |
| Gizt     | ænqyzt           | ænghizt           | túró       | twaróg       |
| Xecav    | xicaw            | xecaw             | gazda      | właściciel   |
| Xuvar    | xor              | xwar              | ezer       | proso        |
| Xuvas    | xos              | xwasæ             | kasza      | kosa         |
| Ajka     | ajk              | ajkæ              | tojás      | jajka        |
| Каfsеn   | kæf, kæsag       | kæsalgæ           | borsó      | groch        |
| Каrак    | kark             | kark              | tyúk       | kura         |
| Karba    | kærvædz          |                   | árpa       | jęczmień     |
| Kasa     | kas              | kasæ              | kása       | kasza        |
| Kurajna  | kwyroj           | kurojnæ           | malom      | młyn         |
| Khever   | khæbær           | khæbær            | kenyér     | chleb        |
| Manuona  | mænæw            | mænæwæ            | búza       | pszenica     |
| Na       | næ               | næxe              | mienk      | nasz         |
| Odog     | widyg            | edug              | kanál      | łyżka        |
| Oras     | wæras            | wæras             | sörféleség | piwo         |
| Osa      | us               | wosæ              | asszony    | kobieta      |
| Qaz      | qaz              | qaz               | lúd        | gąsior, gęś  |
| Sabar    | syzĝy            | zætxæ             | zab        | owies        |
| Saka     | sæh              | sæhæ              | kecske     | koza         |
| Sana     | sæn              | sænæ              | bor        | wino         |
| Tabax    | tæbæh            | tæbæh             | tál        | danie        |
| Vas      | rod              | wæss              | borjú      | cielęcina    |

## Związek z językiem alańskim
Język jasyjski spokrewniony jest ze średniowiecznym językiem alańskim. Wyrażenie daban horz, odpowiada osetyjskiemu (digor) dæ bon xwarz – dzień dobry, jak i słowom zapisanym przez bizantyjskiego pisarza Jana Tzetzesa jako alańskie. Zapis „ban” w języku węgierskich alanów, nasuwa wniosek, że jeszcze pod koniec XV wieku nie zaszła w ich języku zmiana „a” w „o” przed nosówkami. W słowniku nie ma również dźwięków gardłowych występujących we współczesnym dialekcie irońskim języka osetyjskiego powstałych pod wpływem języka kabardyjskiego i inguskiego, a także gruzińskiego. Frazy z języka alańskiego z „Teogonii” Jana Tzetzesa (XII wiek) zostały odnalezione w 1927 roku przez węgierskiego bizantologa Gyula Moravcsika w rękopisie Barberinus z XV wieku, znalezionym w Bibliotece Watykańskiej. Pierwszy raz część bizantyjskiego rękopisu z formułami powitań w różnych językach z XII wieku została wydana w 1930 roku. Zawierała ona powitania w językach: „Scytów” (w rzeczywistości język Połowców), „Persów” (w rzeczywistości język Turków Seldżuckich), łacińskim, arabskim, ruskim, hebrajskim i alańskim. Jest to więc jedyny pomnik języka alańskiego, którego przynależność etno-lingwistyczną potwierdza sama osoba, która go zapisywała jak i wielu iranistów. Tłumaczenie z greckiej i łacińskiej transliteracji fraz z języków „barbarzyńskich” opublikował S. M. Perevalov:
τοις Άλανοις προσφθέγγομαι κατά 'την τούτων γλώσσαν [Zwracam się do Alanów w ich języku:]
καλή 'ήμερα σου, αυ'θέτα μου, αρχόντισσα, πόθεν είσαι; [Dzień dobry kobieto mojego pana, skąd jesteś?]
ταπαγχας μέσφιλι χσινά κορθι καντά, και ταλλα. ["Tapankhas mesfili khsina korthi kanda" i tak dalej]
αν δ'εχη Άλάνισσα παπαν φίλον, α'κουσαις ταύτα. [Jeśli Alanka kocha kapłana, możesz usłyszeć te słowa:]
Ουκ αίσχύνεσαι, αυθέντριά μου, να 'γαμη το μουνίν σου παπάς ["Nie jest Ci wstyd, gdy oddajesz się w łożu kapłanowi?"]
То φάρνετζ κίντζι μέσφιλι καιτζ φουα σαουγγε. [Το jest "farnetz kintzi mesfili kaitzfua saunge."]
Język tych fraz, który jest nieco zniekształcony przez grekę to archaiczna forma języka osetyjskiego. Tak więc "Tapankhas" (Dzień dobry) odpowiada osetyjskiemu iron „dæ bon xorz” i digor „dæ bon xwarz” (dosłownie: Twój dzień niech będzie dobry). Trzeba zaznaczyć, że frazą, która w pełni odpowiada frazie alańskiej jest jasyjska fraza „daban horz”, która została znaleziona w dokumencie z 1422 roku.
Pierwsza fraza w tekście Tzetzesa odpowiada osetyjskiemu (digor):
Dæ bon xwarz, me ’fsijni ’xsijnæ. Kurdigæj dæ? / Дæ бон хуарз, ме ’фсийни ’хсийнæ. Курдигæй дæ?
Druga fraza odpowiada osetyjskiemu:
’F(s)arm neci (’j) kindzi ’fsijni, kæci fæwwa sawgini. / ’Ф(с)арм неци (’й) киндзи ’фсийни, кæци фæууа саугини.